# Stenospermation escobariae
Stenospermation escobariae — вид квіткових рослин із родини кліщинцевих (Araceae), роду Stenospermation. Це ліана, рідним ареалом якої є Колумбія (Валье-дель-Каука).